# بلدة بورتاغ (مقاطعة ماكيناك)
بورتاغ، مقاطعة ماكيناك (بالإنجليزية: Portage Township, Mackinac County, Michigan)‏ هي بلدة تقع بولاية ميشيغان في الولايات المتحدة. تبلغ مساحتها 187 (كم²)، وترتفع عن سطح البحر 212 م، بلغ عدد سكانها 1055 نسمة في عام تعداد الولايات المتحدة 2000 حسب إحصاء مكتب تعداد الولايات المتحدة وتصل الكثافة السكانية فيها 7.3 نسمة/كم2.

## وصلات خارجية
- The US50 - Cities and Towns in Michigan State
- Michigan Cities and Towns, Facts, Map, Flag, Colleges, Government, and More